# Gloeocapsa
Gloeocapsa – rodzaj jednokomórkowych lub kolonijnych sinic, należących do klasy Cyanophyceae, rzędu Chroococcales. Ich cechą charakterystyczną jest fakt, że po podziale komórki macierzystej nowo powstałe komórki tworzą indywidualne osłonki, tzw. otoczki własne jednocześnie pozostając wewnątrz ściany komórkowej komórki macierzystej, tzw. otoczki wspólnej.

## Budowa
Komórki Gloeocapsa mają kształt kulisty lub elipsoidalny.

## Występowanie
Gloeocapsa występują na powierzchni suchych lub wilgotnych skał i murów, ścianach szklarni, na śniegu w górach, torfowiskach, także budując porosty. Są również składnikiem planktonu w morzach i stawach.